# Малей, Антон
Антон Малей (словен. Anton Malej, 16 января 1908, Savica, Бохинь — 15 июля 1930, Люксембург) — югославский гимнаст, призёр Олимпийских игр.
Антон Малей родился в 1908 году в Любляне (Австро-Венгрия). На Олимпийских играх 1928 года завоевал бронзовую медаль в составе сборной Югославии.
Погиб во время чемпионата мира по гимнастике 1930 года. В память о нём Спортивное общество «Табор», членом которого он состоял, проводит традиционный чемпионат «Мемориал Малея».